# Новослободская улица (Москва)
Новослобо́дская улица — улица в Тверском районе Москвы, продолжающая Долгоруковскую улицу и идущая до Савёловской эстакады.

## Происхождение названия
Получила название по Новой Дмитровской слободе (XVII век), отделившейся от Старой и Малой Дмитровских Слобод (находились на месте улиц Большая Дмитровка и Малая Дмитровка). До 1891 года в её состав входила Долгоруковская улица.

## Примечательные здания и сооружения

### По нечётной стороне
- № 21 — доходный дом (1910, архитектор М. В. Крюков).
- № 23/29 — многофункциональное здание (2001, архитекторы Ю. Гнедовский, В. Красильников, Г. Савченко)[1].
- № 33 — доходный дом З. И. Золотарской (1911, архитектор Э.-Р. К. Нирнзее).
- № 43 (во дворе) — корпус для одиночного заключения Бутырской тюрьмы (1870, архитектор А. А. Мейнгард).
- № 45 — Бутырская тюрьма.
- № 57/65 — жилой дом. Здесь жили биохимик А. Е. Браунштейн, патологоанатомы А. Н. Струков[2], И. В. Давыдовский (мемориальная доска)[3] и А. И. Абрикосов (мемориальная доска, арх. В. А. Орбачевский, 1972), хирург Н. А. Богораз[4], травмолог-ортопед Н. Н. Приоров (мемориальная доска), невролог И. Н. Филимонов[5].

### По чётной стороне
- № 2 — вестибюль станции метро «Новослободская», 4 отдел полиции УВД на ММ
- № 4 — торговый центр «Дружба»
- № 10 — доходный дом И. И. Фидлера (1906, архитектор В. И. Станкевич)[6]
- № 12 — доходный дом (1909, архитектор С. А. Чернавский).
- № 14/9 — доходный дом (1903, архитектор Э.-Р. К. Нирнзее). Здесь жила писательница Тамара Габбе[7].
- № 26, стр. 3 — двухэтажный деревянный дом 1900 года постройки.
- № 28 — офисно-жилое здание (1994—1997, архитекторы М. Посохин, М. Плеханов, А. Глаголева)[8].
- № 46 — 12-этажный жилой дом. Здесь жил карикатурист Олег Теслер[9].
- № 48 — дом Лелюхина (1911, архитектор Б. А. Альберти).
- № 50 — жила Галина Карева
- № 52 — доходный дом (1908, архитектор С. Д. Езерский). В рамках гражданской инициативы «Последний адрес» на доме установлены мемориальные знаки с именами служащего Казимира Донатовича Мурана[10] и электромеханика Павла Александровича Хана[11], расстрелянных в годы сталинских репрессий. Согласно базе данных правозащитного общества «Мемориал» органами НКВД в годы террора были расстреляны 4 жильца этого дома[12]. Число погибших в лагерях ГУЛАГа не установлено.
- № 58 — комплекс зданий Скорбященского монастыря (1856—1910-е).
- № 60А — Новослободский парк

| - Дом 12 - Дом 14/9 - Дом 21 - Дом 26 строение 3 - Дом 33 - Дом 34/2 - Дом 58, Храм Спаса Всемилостивого бывшего Скорбященского монастыря |

## Общественный транспорт
- Станции метро  Новослободская /  Менделеевская — в начале улицы.
- Станции метро  Савёловская и  Савёловская — в конце улицы.
- Железнодорожная платформа  Савёловская — в конце улицы.
- Савёловская.
- Автобусы № м40, 447, с511, с543.